# Pierre Baillot
Pierre Marie François de Sales Baillot (født 1. oktober 1771, død 15. september 1842) var en fransk violinspiller.
Baillot fik allerede som dreng undervisning i violinspil og hørte som 10-årig Viotti spille, hvilket gjorde et uudsletteligt indtryk på ham og fik afgørende betydning for ham, idet Viotti skaffede ham en stilling ved Operaen, som han, der endnu ikke synes at have været klar over sit kald, dog snart opgav for en beskeden ansættelse i Finansministeriet. Ifølge Fétis var det nærmest bekendtskabet med den ældre klassiske violinlitteratur (Corelli, Tartini med flere), der bestemte Baillot til helt at kaste sig over violinspillet. Han gav nu med glimrende held koncerter og blev professor ved Paris-konservatoriet.
1805-08 foretog han en stor koncertturné i Rusland; 1814 stiftede han sine ypperlige kammermusikkoncerter i Paris, 1821 blev han soloviolinist ved den store opera. Baillot var den sidste store repræsentant for den klassiske franske violinskole. Som hans spils fortrin nævnes den mægtige, ædle tone og den rene, fornemme stil. Baillot har i sin egenskab af konservatorielærer arbejdet med Rode og Kreutzer på en Méthode du violon; selvstændig har han udgivet den fortræffelige Art du violon, ligesom han har skrevet en række koncerter og andre kompositioner for violin. Baillot virkede endvidere som skribent og har navnlig udgivet Notices sur Grétry og Notices sur Viotti.